# Centrale hydroélectrique de Sahofika
La centrale hydroélectrique de Sahofika, également appelée centrale de Sahofika, est une centrale hydroélectrique de 205 mégawatts en cours de construction à Madagascar.

## Location
La centrale est située sur la rivière Onive, à environ 100 kilomètres de la capitale Antananarivo.

## Description
La centrale électrique est le plus grand projet de production d'électricité à Madagascar. Le barrage aura une hauteur de 60 mètres et créera un réservoir d'une superficie de 6,7 kilomètres carrés. À partir du réservoir, l'eau s'écoulera dans une canalisation de 716 mètres de long pour arriver à la centrale électrique. La centrale comprend sept turbines, d'une puissance de 29,3 mégawatts chacune, pour une puissance totale de 205 mégawatts. L'électricité produite par cette centrale sera raccordée à une nouvelle ligne de transport à haute tension de 220 kilovolts jusqu'à l'endroit où la Jirama, la compagnie nationale d'électricité, l'intégrera au réseau électrique national,. Un accord d'achat d'électricité d'une durée de 25 ans a été signé entre NEHO et Jirama.
Cette centrale devrait fournir de l'électricité à environ 8 millions de personnes et permettre à Madagascar d'éviter l'émission de 900 000 tonnes de dioxyde de carbone chaque année,.

## Promoteurs, propriétaires et financement
Le projet est un partenariat public-privé (PPP) entre le gouvernement de Madagascar et un consortium appelé Nouvelle énergie hydroélectrique de l'Onive (NEHO), composé des sociétés françaises Eiffage et Eranove et de la société Themis. Le gouvernement malgache contribuera à hauteur de 30 millions d'euros au développement de cette centrale électrique,,.
La Banque africaine de développement, par l'intermédiaire du Fonds africain de développement, a prêté 4,02 millions d'euros au gouvernement malgache pour ce projet. La Banque arabe pour le développement économique en Afrique (BADEA) et l'Union européenne devraient fournir un financement supplémentaire pour ce projet,.

## Coût et construction
Le coût total de la centrale est de 895 millions de dollars américains (environ 836 millions d'euros). Le consortium NEHO a été sélectionné pour réaliser les études de faisabilité, assurer le financement, construire la centrale, l'exploiter une fois achevée et en assurer la maintenance. Le gouvernement malgache contribuera au projet à hauteur de 30 millions d'euros et sera actionnaire de la centrale une fois achevée. Les travaux de construction ont débuté en décembre 2019 et la mise en service du projet est prévue pour 2024.